# Batalla de Chancellorsville
La batalla de Chancellorsville  va ser una gran batalla de la Guerra civil dels Estats Units, que va tenir lloc prop de Spotsylvania Courthouse (Virgínia), entre el 30 d'abril i el 6 de maig de 1863. La batalla va enfrontar l'Exèrcit del Potomac, del major general de l'exèrcit de la Unió Joseph Hooker contra el confederat Exèrcit de Virgínia del Nord del general Robert E. Lee, que tenia la meitat d'efectius. És coneguda com la "batalla perfecta" de Lee causa de la seva arriscada però exitosa decisió de dividir el seu exèrcit en presència d'una força enemiga molt superior. L'audàcia de Lee i la tímida actuació de Hooker durant el combat es van combinar per conduir a una important derrota de la Unió. La victòria confederada va ser atenuada per les mortals ferides que va rebre, degudes al foc amic, el tinent general Thomas J. "Stonewall" Jackson, una pèrdua que Lee va comparar amb "perdre el meu braç dret".
La Campanya de Chancellorsville es va iniciar amb el creuament del riu Rappahannock per l'exèrcit de la Unió en el matí del 17 d'abril de 1863. Després de creuar el riu Rapid a través dels guals de Germanna i Ely, els federals es van concentrar prop de Chancellorsville entre el 30 d'abril i l'1 de maig. L'1 de maig es van iniciar intensos combats que no van finalitzar fins que les forces de la Unió es van retirar a través del riu a la nit 5 al 6 de maig.

## Forces i plans
La Campanya de Chancellorsville va començar com un dels enfrontaments més desiguals de tota la guerra. L'exèrcit de la Unió va reunir una força efectiva de 133.868 homes en el camp de batalla a l'inici del combat, l'exèrcit de la Confederació estava format per menys de la meitat d'efectius, 60.892. A més, les forces de la Unió estaven molt millor proveïdes i més descansades després de diversos mesos d'inactivitat. Les forces de Lee, d'altra banda, estaven disperses per tot l'Estat de Virgínia. De fet, uns 15.000 homes del Primer Cos de l'Exèrcit de Virgínia del Nord, sota el comandament del tinent general James Longstreet, estaven emplaçats en les proximitats de Norfolk fent davant l'amenaça federal en Suffolk, i no van arribar a temps de reforçar les forces de Lee.
L'enfrontament va començar amb un pla de batalla de la Unió superior a molts dels esforços previs per part dels comandants de l'exèrcit del Potomac. L'exèrcit federal va partir de les seves casernes d'hivern a prop de Fredericksburg, on es va enfrontar a Lee al llarg del Rappahannock. Hooker va planejar un moviment de pinça de les forces de Lee, enviant quatre cossos en una silenciosa marxa cap al nord-oest, girant cap al sud per creuar els rius Rappahannock i ràpidament, tornant a girar a l'est, i atacant Lee en la seva rereguarda. La resta de cossos atacarien el front de Lee a través de Fredericksburg. Mentrestant, uns 7.500 efectius de la cavalleria sota el comandament del major general George Stoneman estaven encarregats de dur a terme una profunda incursió en zones de la rereguarda confederada, destruint crucials dipòsits de subministraments al llarg del ferrocarril que anava des de la capital confederada, Richmond, a Fredericksburg, de manera que quedessin tallades les línies de comunicació i subministraments de Lee. Aquest audaç i agressiu pla va ser més tard conegut com  La incursió de Stoneman .
El 27 i 28 d'abril, els quatre cossos de l'Exèrcit del Potomac van creuar els rius Rappahannock i Ràpid per diversos llocs, la major part prop de la confluència dels dos rius i del llogaret de Chancellorsville, que era poc més que una gran mansió, propietat de la família Frances Chancellor, a la cruïlla de les carreteres Orange i Orange Plank. En l'intèrval, la segona força, de més de 30.000 homes, a les ordres del major general John Sedgwick, va creuar el Rappahannock a Fredericksburg, i la cavalleria de Stoneman va començar els seus moviments per assolir les àrees de la rereguarda de Lee.
L'1 de maig Hooker tenia aproximadament 70.000 homes concentrats en i al voltant de Chancellorsville. Des dels seus quarters generals a Fredericksburg, Lee va decidir violar un dels Principis de la Guerra generalment acceptats i va dividir les seves forces en presència d'un enemic superior, esperant que aquesta agressiva acció li permetria atacar i derrotar una part de l'exèrcit de Hooker abans que pogués estar completament concentrat contra ell. Va deixar una brigada sota el comandament del brigadier general William Barksdale en les elevacions de Mary's Heights, fortament fortificades, i una divisió de 12.000 homes sota el comandament del major general Jubal A. Early en Prospect Hill per fer front a qualsevol avanç efectuat per part dels cossos enviats per Sedwick. També va ordenar a Stonewall Jackson marxar cap a l'oest i unir-se amb el major general Richard H. Anderson, reunint 40.000 homes per enfrontar-se a Hooker a Chancellorsville. Afortunadament per als confederats, una espessa boira al llarg del Rappahannock va amagar alguns d'aquests moviments cap a l'oest i Sedgwick va decidir esperar fins que pogués determinar les intencions de l'enemic.

## Batalla

### 1 i 2 de maig

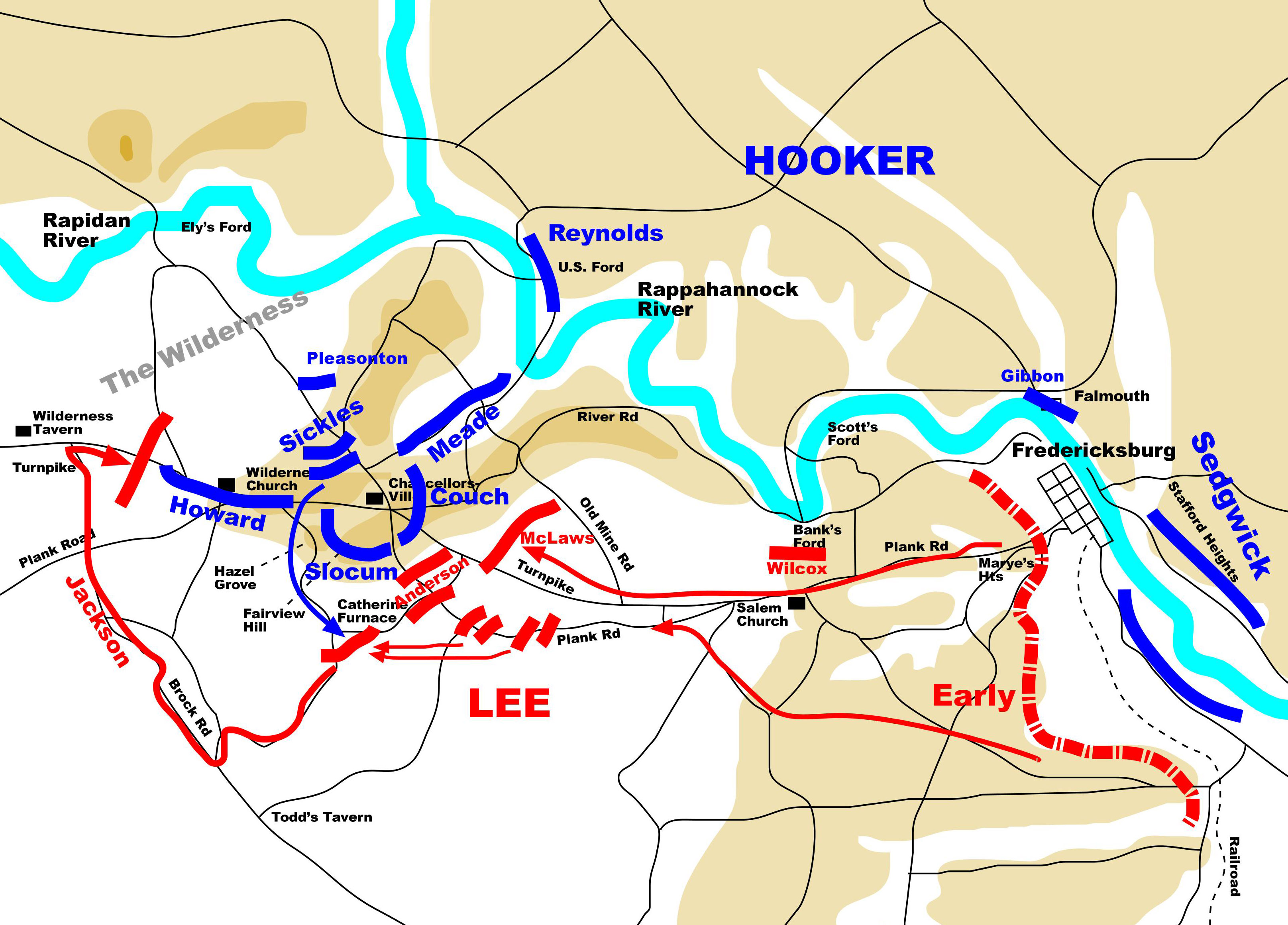
Batalla de Chancellorsville l'1 i 2 de maig.
Confederats
Unió

Al mateix temps que el general Jackson estava marxant cap a l'oest per unir-se a Anderson en el matí de l'1 de maig, Hooker va ordenar un avanç cap a l'est per atacar aquest últim, empenyent els seus homes fora dels impenetrables matolls i pins de Virgínia que caracteritzaven l'àrea. Aquesta acció era considerada per molts comandants de la Unió com la clau per la victòria. Si l'exèrcit superior de la Unió lluitava en els boscos coneguts com l'"espessor de Spotsylvania" ( Wilderness of Spotsylvania ), el seva enorme avantatge en artilleria quedaria minimitzat, ja que l'artilleria no podria ser utilitzada per aconseguir cap gran avantatge en l'espessor. La lluita va començar entre la divisió confederada del major general Lafayette McLaws i la divisió del flanc dret del V Cos del major general George G. Meade, sota el comandament del major general George Sykes. Sykes va iniciar una retirada ordenada, coberta per la divisió del major general Winfield S. Hancock.
Tot i trobar-se en una posició potencialment favorable, Hooker va aturar la seva breu ofensiva. Les seves accions podrien mostrar la seva manca de confiança en el maneig per primera vegada de les complexes accions d'una organització tan gran (Hooker havia estat un eficaç i agressiu comandant de divisió i cos en anteriors batalles), però Hooker ja havia decidit abans del començament de la campanya que combatria la batalla defensivament, forçant Lee, amb el seu petit exèrcit, a atacar el seu exèrcit molt més gran. A la primera batalla de Fredericksburg (13 de desembre de 1862), l'exèrcit de la Unió havia pres l'ofensiva i es va trobar amb una sagnant derrota. Hooker sabia que Lee no podria fer front a una derrota semblant i mantenir un exèrcit eficaç en el camp, per tant va ordenar als seus homes retirar-se de nou cap a la  Wilderness  i prendre una posició defensiva al voltant de Chancellorsville, desafiant Lee a atacar o retirar-se amb forces enemigues superiors a la seva esquena.
Lee va acceptar la tàctica de Hooker i va planejar un atac per al 2 de maig. La nit anterior Lee i el tinent general Thomas J. "Stonewall" Jackson van idear un arriscat pla que dividiria, un cop més, el seu ja dividit exèrcit. Jackson dirigiria el seu Segon Cos, d'uns 28.000 homes, per atacar el flanc dret de la Unió. Lee, d'altra banda, es faria càrrec personalment del comandament de la resta 12.000 soldats (l'altra meitat del Primer Cos de Longstreet, enviat directament per Lee durant la batalla), fent front a la totalitat de la força de 70.000 homes de Hooker a Chancellorsville.
Perquè el pla funcionés havien de coincidir diverses circumstàncies. Primer, Jackson havia de realitzar una marxa de 19 km. per assolir el flanc dret de la Unió, i fer-ho passant desapercebut. En segon lloc, Lee havia d'esperar que Hooker romangués a la defensiva. I en tercer lloc, Early hauria de mantenir Sedgwick embotellat a Fredericksburg. Quan Jackson va llançar el seu atac, va haver de confiar que les forces de la Unió no estiguessin preparades.
Totes aquestes situacions es van succeir una rere l'altra. La cavalleria confederada sota el general de divisió J.E.B. Stuart va evitar que les forces de la Unió descobrissin Jackson durant la seva llarga marxa pel flanc, que el va portar gairebé tot el dia. L'única observació es va produir poc després que el cos de Jackson se separés de les forces de la Unió al sud de Chancellorsville, i encara això va afavorir l'avantatge dels confederats, Hooker va pensar que la seva cavalleria, sota les ordres de Stoneman, havia tallat les línies de subministrament de Lee i que aquest estava a punt de retirar-se. Per tant, va romandre immòbil on es trobava i mai va considerar la possibilitat de llançar un atac total, enviant endavant només la seva III Cos, de 13.000 homes sota el comandament del general de divisió Daniel Sickles. Sickles va capturar a un grup de soldats del II Cos confederat i es va aturar.

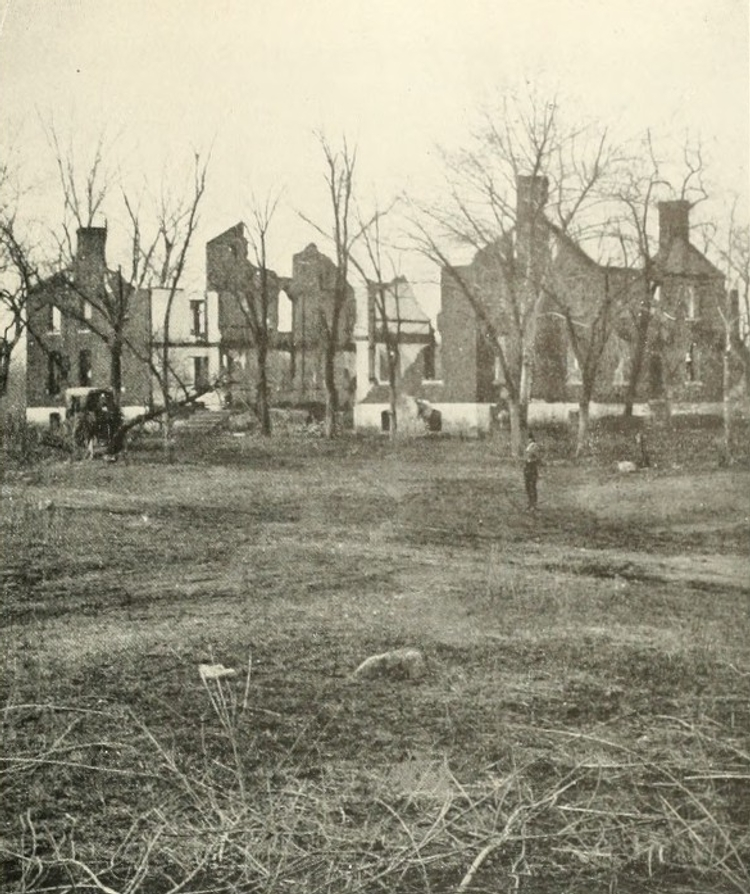
Chancellor House fou el quarter general de general Joseph Hooker durant la batalla

Al llarg de Fredericksburg, Sedgwick i Hooker van ser incapaços de comunicar-se entre ells a causa d'un error en les línies de telègraf. Quan Hooker en les últimes hores de la tarda del 2 de maig va donar finalment l'ordre a Sedgwick d'atacar Early, Sedgwick no va portar a terme l'ofensiva perquè va creure erròniament que Early disposava de més homes dels que realment tenia.
La causa principal que va portar al desastre imminent de la Unió va ser la incompetència del comandant del XI cos de la Unió, el general de divisió Oliver O. Howard. Howard i els seus 11.000 homes estaven apostats a l'extrem dret de la línia de la Unió, i no van prendre cap precaució per a la seva defensa en cas d'un atac per sorpresa, encara que Hooker li havia ordenat fer-ho. El flanc dret de la Unió no estava protegit per cap obstacle natural, i les úniques defenses contra un atac pel flanc consistien en dos canons apuntant a la  Wilderness . A més, el XI Cos era una unitat amb la moral baixa. Originalment havia estat manada pel general de brigada Franz Sigel i estava formada majoritàriament per immigrants alemanys, els quals estaven ressentits per la substitució com a general de Sigel per Howard, que no era d'origen alemany. Molts d'ells tenien pocs coneixements d'anglès i tenien freqüents friccions ètniques amb la resta de l'Exèrcit del Potomac. La preparació del cos també era deficient, dels 23 regiments, vuit no tenien experiència en combat, i la resta 15 mai havien lluitat en el bàndol guanyador en una batalla.
Al voltant de les 5:30 PM, els 26.000 homes de Jackson van sortir corrent de la  Wilderness  i van atacar el cos de Howard per sorpresa, mentre molts d'ells estaven cuinant el sopar. Més de 4.000 homes van ser fets presoners sense disparar un sol tret, i la major part de la resta van ser posats en fuga. Només una divisió de l'XI Cos intentar resistir, i va ser també aviat derrotada. Al vespre, el Segon Cos de la Confederació havia avançat més de 3 km. fins a tenir a la vista Chancellorsville, i estava separat dels homes de Lee només pel cos de Sickles, que romania en la seva posició després d'atacar al matí. Hooker va patir una ferida lleu en el moment àlgid del combat quan un canó de la Confederació va impactar en una columna de fusta del seu quarter general en què estava recolzat. Encara que va quedar pràcticament incapacitat, Hooker va rebutjar cedir el comandament temporalment al seu segon comandant, el general de divisió Darius N. Couch, i aquest error va afectar l'actuació de la Unió la resta del dia i va contribuir a la falta de nervi de Hooker i al seu tímid procedir durant tota la resta de la batalla.
Hooker, preocupat sobre la capacitat de Sickles per mantenir el que era en aquell moment una avançada entre les línies confederades, va retirar aquella nit el III Cos cap a Chancellorsville. Això va donar als confederats dos avantatges; va reunir les forces de Jackson i Lee, i els va donar el control d'un clar elevat en els boscos conegut com a  Hazel Grove , un dels pocs llocs on l'artilleria podia ser utilitzada amb eficàcia. Sickles es va mostrar ressentit per l'ordre d'abandonar aquests terrenys elevats; les seves insubordinades accions en el  Peach Orchard  durant la batalla de Gettysburg dos mesos després van estar probablement influïdes per aquest incident.
L'error de Jackson va arribar quan aquella nit explorava la carretera d'Orange Plank per davant de les seves línies. Havent aconseguit una enorme victòria aquell dia, Jackson volia aprofitar el seu avantatge abans que Hooker i el seu exèrcit poguessin recuperar-se i planejar un contraatac, que podria encara tenir èxit a causa de la tremenda disparitat en la mida dels exèrcits en competició. Jackson es movia per la carretera, quan, en no ser reconegut pels seus homes del Segon Cos, va ser ferit per foc amic. La ferida no era mortal, però Jackson, després ser-li amputat el braç, va contraure pneumònia, i va morir el 10 de maig. La seva mort va ser una pèrdua devastadora per a la Confederació.

### 3 maig

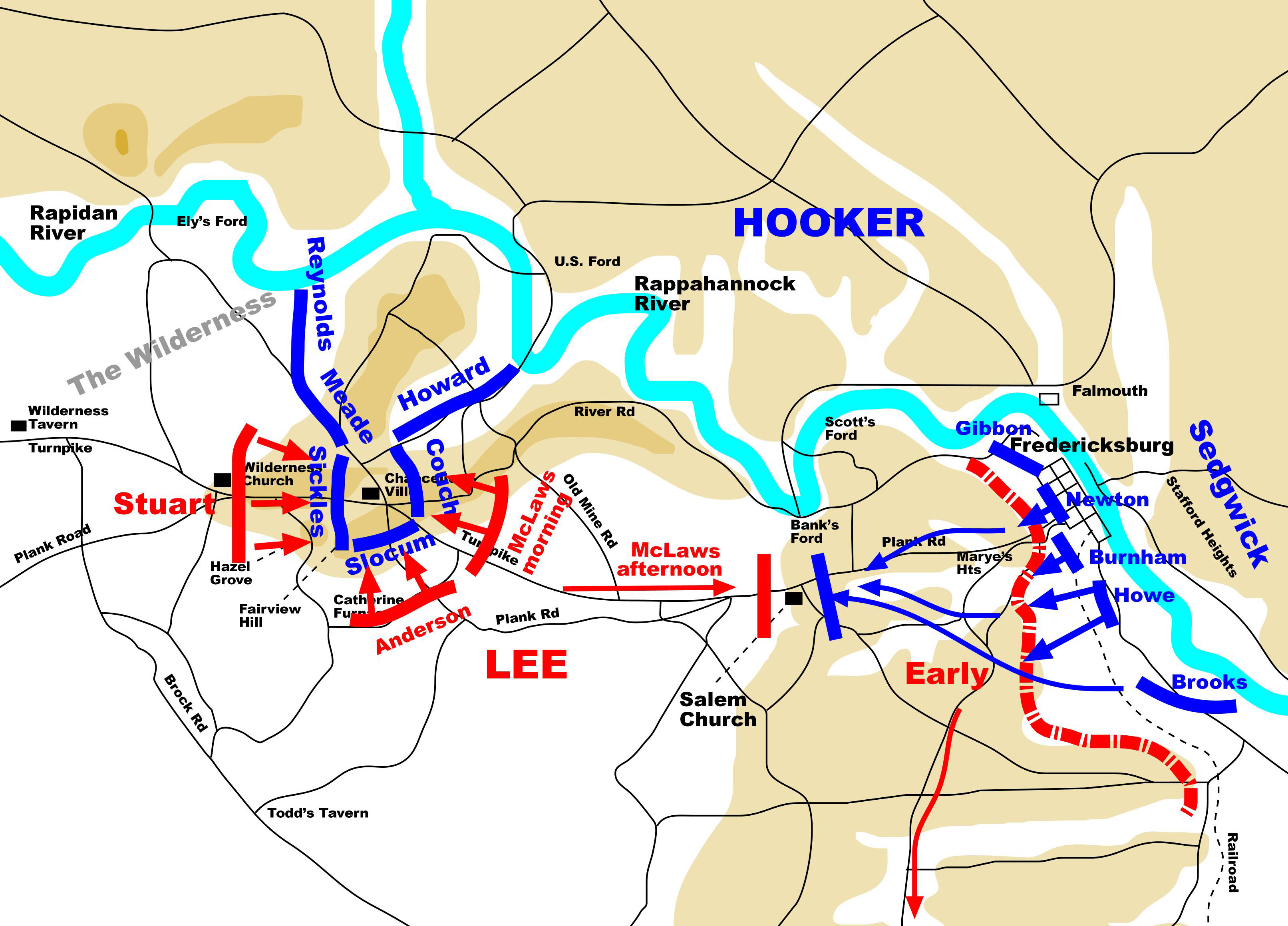
Batalla de Chancellorsville el 3 de maig.

El 3 de maig, el major general A. P. Hill, que havia pres el comandament del Segon Cos després de les ferides sofertes per Jackson, va resultar incapacitat. Hill va consultar amb el brigadier general Robert E. Rodes, el segon general més veterà del cos, que va estar d'acord amb la decisió de citar J.E.B. Stuart perquè prengués el comandament de forma immediata, notificant-ho a Lee més tard. Stuart va llançar un assalt massiu a tot el llarg del front, auxiliat involuntàriament per Hooker, que estava retirant les seves tropes de  Hazel Grove , i va muntar l'artilleria en aquest punt per bombardejar els artillers de la Unió. Quan aquella tarda Stuart va llançar un nou assalt massiu contra les línies de la Unió es van produir ferotges combats, les línies de la Unió es van anar enfonsant lentament a causa de la pressió ia la falta de subministraments i reforços. A la tarda, els confederats havien capturat Chancellorsville, i Hooker va retirar als seus malmesos homes a una línia de defensa en cercle al voltant del gual  United States , l'última línia oberta de retirada que li quedava.
Lee no podia encara proclamar la victòria, i Hooker tampoc acceptava la derrota. Durant el moment més dur de la lluita en Chancellorsville, Hooker va ordenar a Sedgwick una vegada més que travessés les línies enemigues i ataqués la rereguarda de Lee. I una vegada més, Sedgwick es va demorar fins que va ser massa tard. Finalment Sedgwick va atacar a la tarda la posició de Early, després que aquest abandonés la seva posició a causa d'una ordre malinterpretada de Lee, i va travessar la línia enemiga. No obstant això, ho va aconseguir a una hora massa avançada del dia com per poder ajudar a Hooker. De fet, una única brigada de tropes d'Alabama dirigides pel general Cadmus M. Wilcox va dur a terme una acció destinada a retardar l'avanç enemic al llarg del camí  Orange Plank  a l'oest de Fredericksburg i alentir el ja de per si lent avanç de Sedgwick. En finalitzar la tarda van arribar reforços des Chancellorsville sota el comandament del major general Lafayette McLaws que es van unir a Wilcox en  Salem Church , sis quilòmetres a l'oest de Fredericksburg, i les forces confederades combinades van detenir la marxa de Sedgwick cap Chancellorsville.
La lluita del 3 de maig de 1863 es compta entre les més ferotges i sagnants de la Guerra Civil Nord-americana. Uns 18.000 homes, dividits a parts iguals entre els dos exèrcits, van caure aquell dia.

### 4 i 5 de maig

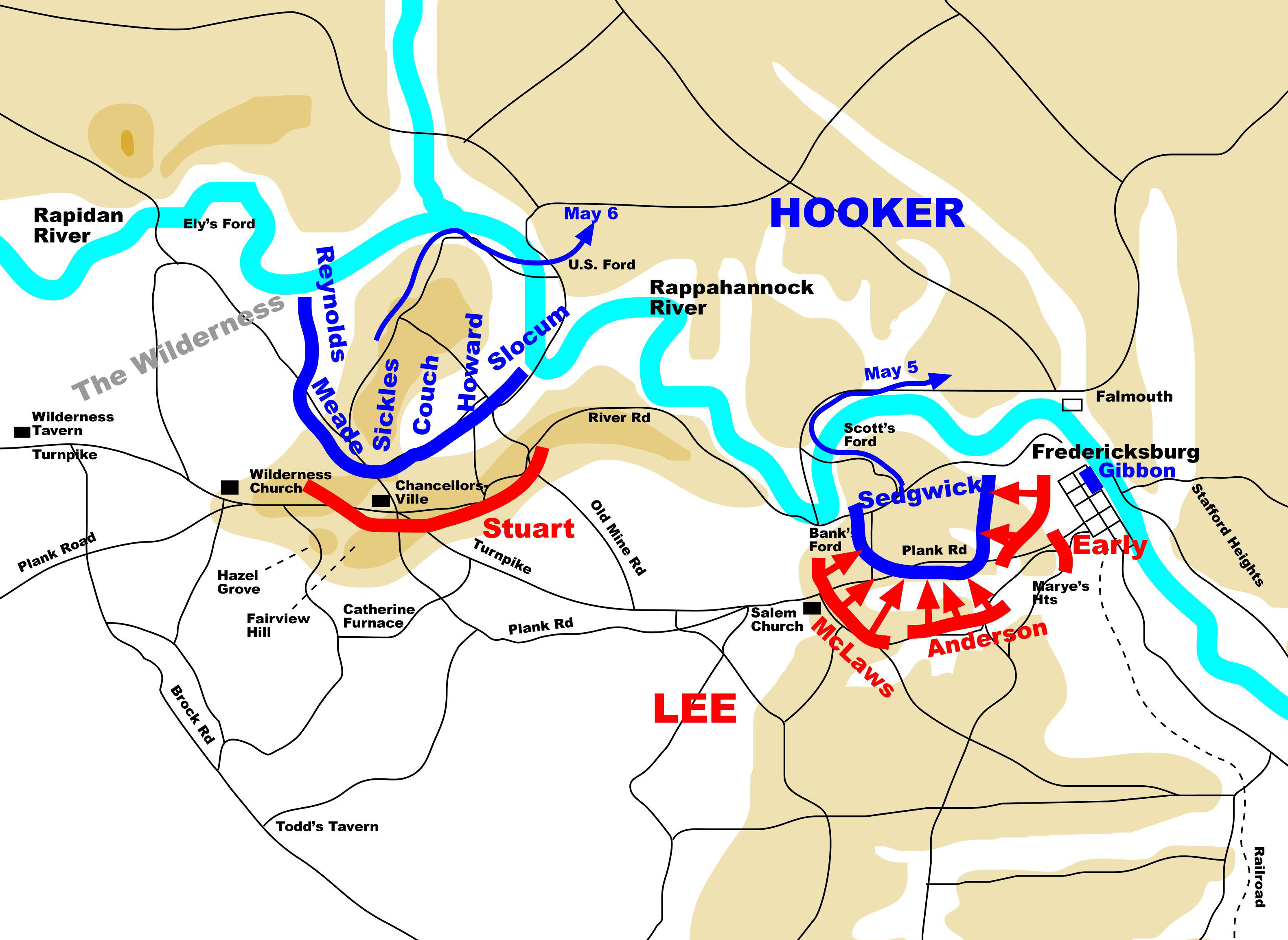
Batalla de Chancellorsville el 4 de maig.

A la tarda del 3 de maig i tot el dia 4, Hooker va romandre en les seves defenses mentre Lee i Early combatien a Sedgwick. Sedgwick, després de trencar les defenses de Early, es va descuidar, inexplicablement, d'assegurar Fredericksburg. Aleshores Early simplement va haver de fer marxa enrere i reocupar els turons l'oest de la ciutat, aïllant així Sedgwick. Mentrestant, Lee va enviar la divisió del general Richard H. Anderson des del front de Chancellorsville i reforçà McLaws abans que Sedgwick s'adonés dels pocs homes que s'estaven enfrontant a ell. Sedgwick va mostrar tanta resolució en defensa com indecisió havia mostrat en l'atac, i va conservar les seves posicions aquell dia abans de retirar-se a través del Rappahannock pel gual de Banks durant les hores prèvies a la matinada del 5 de maig. La retirada va ser causada per un altre problema de comunicació entre Sedgwick i Hooker, Hooker volia que Sedgwick mantingués el gual de Banks, de manera que ell es pogués retirar de l'àrea de Chancellorsville i tornar a travessar el riu per aquest punt per reprendre la lluita. Quan va saber que Sedgwick havia retrocedit més enllà del riu, Hooker va considerar que s'havia quedat sense opcions per salvar la campanya, i en la nit del 5 al 6 de maig també es va retirar a través del Rappahannock.

## Conseqüències

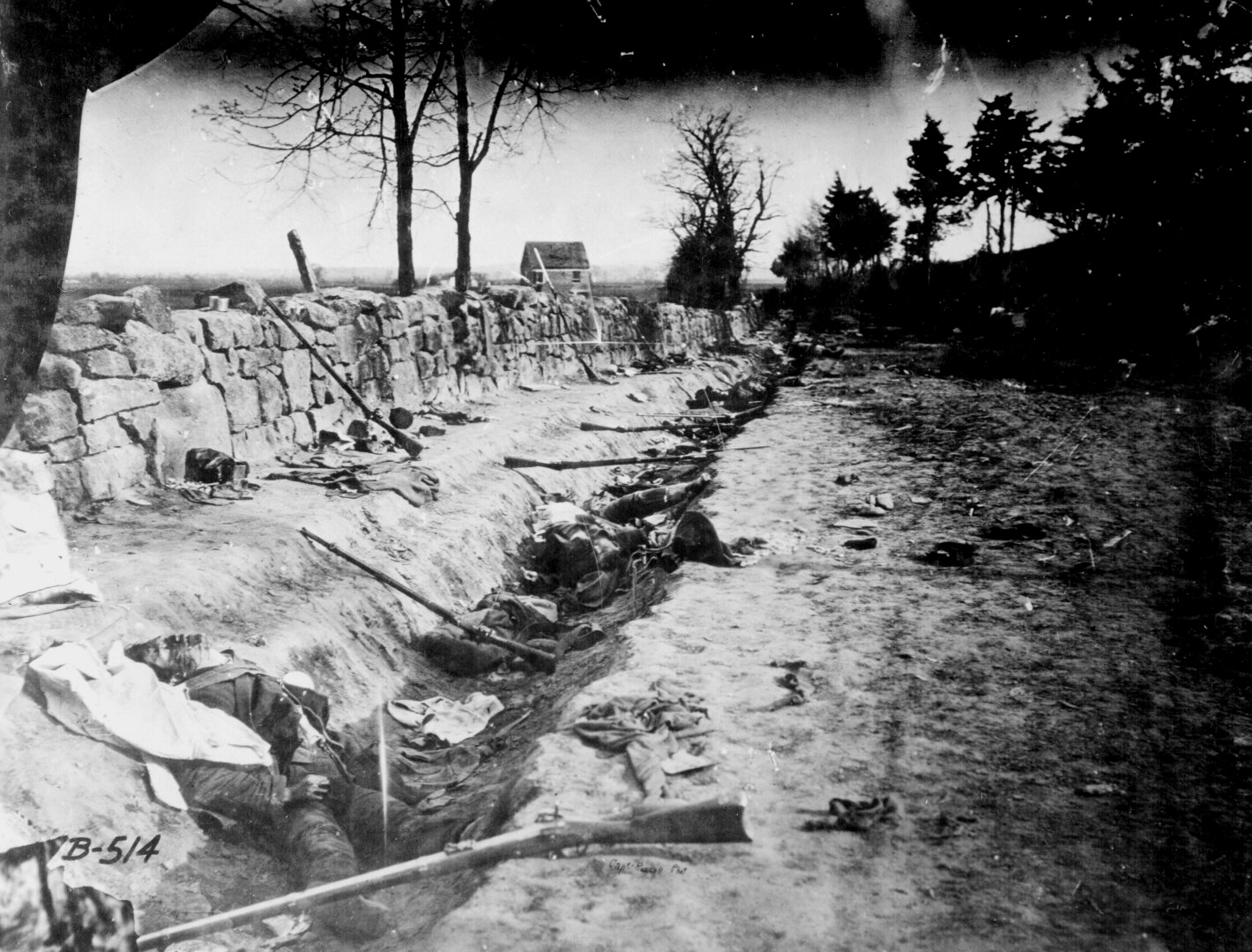
Soldats confederats morts darrere del mur de pedra de Mary's Heights, Fredericksburg, Virgínia, durant la batalla de Chancellorsville, maig de 1863.

Stoneman, després d'una setmana d'ineficaços incursions pel centre i el sud de Virgínia en les que va fracassar a atacar els objectius que Hooker li havia encomanat, es va retirar cap a les línies de la Unió a l'est de Richmond el 7 de maig, finalitzant així la campanya.
La batalla es va lliurar en terribles condicions. Els soldats tendien a perdre's en els impenetrables laberints de mala herba, i es van declarar molts incendis durant el curs de la batalla. Van ser habituals els informes de ferits per cremades.
Lee, tot i estar en inferioritat numèrica en una proporció de dos a cinc, es pot dir que va obtenir la seva major victòria de la guerra, tot i que va pagar un preu molt elevat. Amb un exèrcit de tot just 52.000 soldats d'infanteria, va patir més de 13.000 baixes, perdent aproximadament un 25% de les seves forces; soldats que la Confederació, amb les seves limitades reserves d'homes, no podia reemplaçar. Gairebé tan greu com això va ser que en aquesta batalla Lee va perdre a diversos dels seus millors generals, i Jackson, el seva més agressiu comandant de camp, el cas més notable.
Hooker, que va iniciar la campanya creient que tenia "un 80 per cent de possibilitats de tenir èxit", va perdre la batalla a causa de deficiències en les comunicacions, a la incompetència d'alguns dels seus principals generals, els més destacats Howard i Stoneman, però també Sedgwick, i a causa també d'alguns greus errors per part seva. També va errar en la disposició de les seves forces; uns 40.000 homes de l'exèrcit del Potomac només van disparar un tret. Quan més tard li van preguntar per què havia ordenat aturar el seu avanç de l'1 de maig, Hooker va respondre, "Per primera vegada, vaig perdre la fe en Hooker."

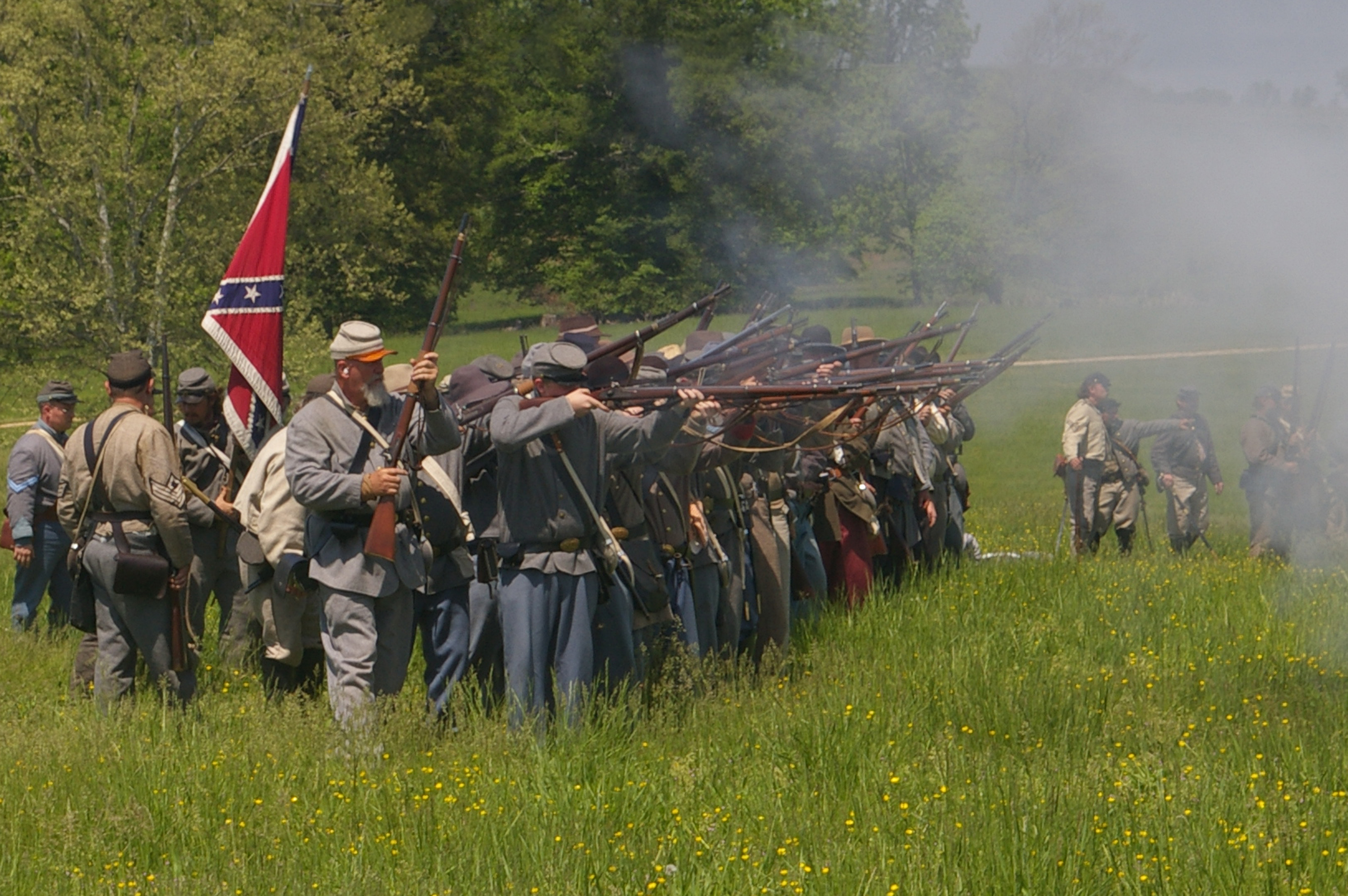
Representació de la batalla el maig de 2008.

Dels 90.000 soldats de la Unió que van patir el pitjor del combat, una mica més de 17.000 van caure a la batalla, una proporció de baixes molt menor que la de Lee, i això sense tenir en compte els 4.000 homes del XI Cos que van ser capturats sense lluitar durant el pànic inicial del 2 de maig. La tàctica de Hooker de forçar a Lee a atacar era molt sòlida en teoria, però es va mostrar terriblement defectuosa per la manera com ell i els seus subordinats la van posar en pràctica. Els enfrontaments produïts en aquesta batalla van mostrar, però, que l'exèrcit de la Unió estava arribat a ser tan formidable en combat com les fins aquell moment invencibles tropes de Lee.
La Unió es va commocionar amb la derrota. El President Abraham Lincoln va ser sentit dient, "Déu meu ! Déu meu ! Què dirà el país?". Uns pocs generals van veure truncades les seves carreres: Hooker va rellevar Stoneman per incompetència, Couch es va mostrar tan disgustat per la conducta de Hooker durant la batalla i les seves incessants maniobres polítiques, que va dimitir i se'l va posar a càrrec de la milícia de Pennsilvània. Hooker va ser rellevat del comandament l'28 de juny, just abans de la batalla de Gettysburg.

## Altres detalls
La batalla de Chancellorsville, juntament amb la batalla de Wilderness de maig de 1864 i que es va produir als voltants, van formar la base per a la novel·la de Stephen Crane de 1895  El vermell emblema del valor  ( The Red Badge of Courage ).
Algunes zones del camp de batalla de Chancellorsville són ara preservades com a part del Parc Militar Nacional de Frederiksburg i Spotsylvania.